# … und sowas muß um 8 ins Bett
… und sowas muß um 8 ins Bett ist eine deutsch-österreichische Filmkomödie aus dem Jahr 1965 mit den Hauptdarstellern Gitte Hænning, Ingeborg Schöner und Peter Alexander.

## Handlung
Der als überaus streng geltende Studienrat Dr. Eduard Frank (genannt Fränkli) soll als Gymnasiallehrer die besonders widerspenstige Abiturklasse eines Kärntner Mädcheninternats übernehmen. Mit ihren Streichen bringen die Mädchen, angeführt von der aufgeweckten Prinzessin Margret, Dr. Frank an den Rand der Verzweiflung. Vom rein weiblichen Lehrerkollegium ist die engagierte Sportlehrerin Angelika die Einzige, die Eduard unterstützt.
Als Prinzessin Margret die Zuneigung der beiden Lehrer zueinander bemerkt, sorgt sie mit fingierten Liebesbriefen für weiteren Ärger. Als die Mädchen ihr Abitur bestanden haben und Eduard gestehen, dass die Briefe nicht von Angelika stammten, finden Edi und Angelika dennoch zueinander.

## Lieder
- Schenk mir ein Bild von dir (Peter Alexander)
- Eine Frau ist stets das, was der Mann aus ihr macht (Peter Alexander)
- Bitte, gib mir Unterricht in Liebe (Peter Alexander und Gitte)
- Come Back (Gitte)

## Trivia
In einer Szene wird Dr. Frank von seinen Schülerinnen hereingelegt, indem sie in seinem Schlafzimmer überall Wecker verstecken, die nacheinander klingeln und ihn so über die Nacht wachhalten. Als Dr. Schäfer dazukommt und fragt, was hier los ist, erwidert Dr. Frank sarkastisch „Ich zähle nächtlich meine Sorgen!“, eine Anspielung auf Peter Alexanders Lied „Ich zähle täglich meine Sorgen“, welches aber nicht im Film gesungen wird.

## Kritiken
„Von Banalitäten und ältesten Kalauern zehrendes Lustspiel, das nur in wenigen Augenblicken Witz zustandebringt.“

In Paimann’s Filmlisten heißt es: „In diese, ähnlich oft dagewesene Geschichte ist liebenswürdiger Klamauk unaufdringlich eingebaut und von ebensolchen Kräften gebracht.“